# 10 cose da fare prima di lasciarsi
10 cose da fare prima di lasciarsi (10 Things We Should Do Before We Break Up) è un film del 2020 diretto da Galt Niederhoffer.

## Trama
Abigail e Ben si incontrano in un bar. Quella stessa sera, flirtando, iniziano un gioco sulle dieci cose da fare prima che un rapporto di coppia finisca. Poco dopo, finiscono a letto insieme.
Dopo quella sera, pur consapevoli che tra loro non sarebbe mai dovuta nascere una relazione, i due sono costretti a rivalutare tutti i loro piani a causa di un'inaspettata gravidanza.